# 无敌猎手
《无敌猎手》（羅馬化：Mueprap Mahaut）是一部由Hok See Eiaw Co., Ltd.制作，瓦凌通·帕哈甘（Great）、彭沙功·麦塔立卡侬（Toey）、芘扎塔娜·翁沙纳塔纳辛（Namtarn）主演的泰国古装动作爱情喜剧。此剧自2024年1月22日起每周一至周二晚上8时30分在泰国第3电视台播出。

## 演员阵容
- 瓦凌通·帕哈甘（Great）饰演 Krating（Santi）

行动警察。
- 彭沙功·麦塔立卡侬（Toey）饰演 Suea Phad（Mai / Kla）

为了拿钱救济穷人而抢劫富人的小偷。
- 芘扎塔娜·翁沙纳塔纳辛（Namtarn）饰演 Bulan（Kamlai）

与Krating和Suea Phad为旧相识，在Khao Saming的一家酒吧担任驻场歌手。
- 皮茶帕·潘图慕钦达（Pear）饰演 Jandra
- Jom Sukon
- 拉芘莎拉·瑛特勒素（Apple）
- Dudum Thanayong
- 阿缇查楠·斯里瑟沃（Ice）
- Tae Nanthasai
- Thananya Sirinimnualkul（Pop）
- Som Cheng Bunyawan
- 颂奇·琼乔霍尔（英语：Somjit Jongjohor）
- Hia Moo Somjet
- Motz Pramote
- 萨鲁特·威奇特拉农（Big）
- 苏梅·翁
- Kate Rinyada
- Pim Cheefour

## 制作
2023年6月26日，剧组与演员们上午9点54分在泰国第3电视台位于廊鉴的影视基地举行开机祭祀仪式。
2023年11月，剧组正式杀青。